# Jack Carr
Jack Carr (společný pseudonym George Petersena a Keitha Wooda) je americký spisovatel a bývalý důstojník Navy SEAL. Vedl speciální operační týmy jako velitel oddílu, velitel operační jednotky, velitel týmu, velitel čety. Jako spisovatel se proslavil především svými thrillery.

## Život a dílo
Jack Carr (George Petersen) v roce 1996 vstoupil do amerického námořnictva a ve Velitelství speciálních operací námořnictva strávil více než dvacet let. Pracoval jako specialista na zpravodajství a komunikaci, prošel svou profesní dráhou od ostřelovače SEAL, přes nižšího důstojníka, velitele čety až po velitele operační jednotky speciálních operací. Vedl týmy v Afghánistánu a Iráku, účastnil se operace na jihu Filipín.
Po odchodu od námořnictva v roce 2016 začal psát romány, ve kterých využívá své zkušenosti z bojových akcí.
Společně s Keithem Woodem, právníkem a profesionálem v oblasti vládních vztahů, přijali pseudonym Jack Carr a vytvořili v románech postavu 'James Reece'. V roce 2019 podal Georg Petersen žádost o zrušení partnerství.
V roce 2018 vyšel debutový román Jacka Carra The Terminal List, podle kterého vznikl v roce 2022 televizní seriál. Postupně vycházela jeho další díla. Romány byly nominovány na různé ceny, román The Terminal List byl v roce 2018 nominován na Goodreads Choice Award za debut, na Thriller Award Barry Award v roce 2019 za nejlepší thriller, téhož roku na Audie Award for Thriller/Suspense. Román True Believer na Barry Award v roce 2019 a The Devil's Hand na Barry Award v roce 2021 za nejlepší thriller.
V současné době žije v Park City v Utahu a je moderátorem podcastu s názvem Danger Close.